# Enshittification
Der Begriff Enshittification (englisch, wörtlich etwa Verscheißigung), auch bekannt als Crapification oder Platform decay (deutsch Plattformverfall), beschreibt ein Muster, bei dem digitale Angebote, d. h. Onlinedienste und -plattformen, oft mit der Zeit an Qualität verlieren.
Verursacht wird dies durch dort dann jeweils zunehmend wachsende Interessensgegensätze zwischen Betreibern und Nutzern: Anbieter versuchen dabei in der Regel die Monetarisierung ihrer Dienste bzw. ihrer Angebote deutlich zu verstärken bei gleichzeitigen Einsparungen bei den eigenen Kosten und gegebenenfalls auch mittels Verzichts bei der Produkt-Qualität bzw. der Produkt-Nutzerfreundlichkeit. Geraten diese teilweise gegensätzlichen Interessen zu sehr ins Ungleichgewicht zu Ungunsten der Nutzer bzw. der Kunden, dann tritt oft als eines der dann zu bemängelnden Ergebnisse die Enshittification als eine Flut belangloser, austauschbarer Texte, die das Vertrauen der Nutzer untergraben, auf.
Ein weiteres jüngeres Problem wird in diesem Kontext mittlerweile auch gesehen: Verursacht durch sogenannten KI-Slop werden mit Hilfe von künstlicher Intelligenz massenhaft Texte und Bilder generiert, die das Internet „vermüllen“.

## Beispiele für Enshittification
Als Beispiele für Enshittification können angesehen werden
- eine abnehmende Qualität der Suchergebnisse bei zunehmender Werbung auf Google u. ä.,
- „geboostete“ und algorithmisch optimierte Inhalte auf Facebook, TikTok, Instagram oder
- Fake-Produkte mit Fake-Bewertungen auf Amazon und bei anderen Onlinehändlern,
- die Entwicklung von X (ehemals Twitter) nach der Übernahme von Elon Musk.[5]
- Ab dem Jahr 2023 wurden die Online-Dienste bzw. Applikationen Evernote,[6] Meetup,[7] Filmic,[8] Mosaic Group, Issuu, Streamyard[9] und auch WeTransfer seitens der in Mailand ansässigen Firma „Bending Spoons“ aufgekauft. Zeitnah im Anschluss wurde dann regelhaft zunächst das vorherige Verkaufsmodell umgestellt, statt eines gegebenenfalls vorher vorhandenen Einmalpreises wurde ein Abomodell eingeführt bzw. bereits vorhandene Abonnement-Preise erhöht. Zudem wurde zeitnah nach der Übernahme dann ein Großteil, teilweise auch beinahe alle, vorherigen jeweiligen Angestellten entlassen, so dass die Dienste dann jeweils nur noch  mit einem Bruchteil der vorherigen Mitarbeiterzahl und vorherigen Kosten und fortgesetzt wurde, was allerdings dann gemäß verschiedenster Berichte deutlich negative Folgen auf deren Qualität und Nutzwert hatte. Nach der Übernahme des Routenplaner-Anbieters Komoot Ende März 2025[10] wird auch für diesen Online-Dienst befürchtet,[11] dass dort eine ähnliche Entwicklung stattfindet.[12] So wurde auch Ende Mai 2025[13] bekannt, dass nun direkt schon fast allen vorherigen Komoot-Mitarbeitern vom neuen Eigentümer Bending Spoons gekündigt worden war.
- Der Markt für Dating-Apps aufgrund von entsprechenden Erfahrungen aus dem dortigen Konflikt zwischen dem vorgeblichen Ziel der Dating-Apps eines schnellen Zusammenbringens zweier harmonierender Personen und dem Wunsch der Dating-App-Betreiber, Benutzer zunächst in die kostenpflichtige Version der App aufzunehmen und sie dann als zahlende Benutzer auf unbestimmt lange Zeit zu behalten, indem sie die Nutzenden „einzeln halten“. Teilweise besteht also der Eindruck bzw. der Zustand, dass aufgrund ihrer finanziellen Interessen die App-Betreiber ihren Nutzern nur ein suboptimales Erlebnis bieten.[14]
- Beim Einsatz von KI in der Medizin: „Ein medizinisch geschulter Chatbot beantwortet Patienten- beziehungsweise Ärztefragen und stellt erste Diagnosen. Anfangs kontrollieren gut bezahlte Mediziner und Fachkräfte vor Ort die Ergebnisse, später wird das aufwendige Prüfen an schlecht bezahlte Hilfskräfte delegiert, immer weiter verdichtet und am Ende komplett abgeschafft mit der Begründung, der KI-Doc sei nun besser als der menschliche.“[2]

Dabei ist dieses Phänomen ganz sichtbar keineswegs nur auf Angebote von marktmächtigen Big-Tech-Unternehmen beschränkt.

## Geschichte
Das Wort Enshittification wurde erstmals von Cory Doctorow in einem Blogpost auf Medium vom November 2022 verwendet, der drei Monate später in Locus veröffentlicht wurde. In einem weiteren Blogpost, der in der Januarausgabe 2023 von Wired veröffentlicht wurde, erweiterte er sein Argument. 

### Ausgangssituation und Lösungsansätze gemäß Doctorow
Doctorow schreibt, dass neue Plattformen nützliche Produkte und Dienstleistungen mit Verlusten anbieten, um neue Nutzer zu gewinnen. Sobald die Nutzer gebunden sind, verschiebt die Plattform die Überschüsse der Nutzer zu den Aktionären. Wenn Nutzer an die Plattform gebunden sind und keine Alternative haben, hat die Plattform keinen Anreiz mehr, die Qualität aufrechtzuerhalten. Er bringt dies mit dem Konzept des Rent-seeking in Verbindung, die durch Monopole wie Google im Bereich der Suchmaschinen ermöglicht werden.  Er schlug für das von ihm geschilderte Problem zwei Lösungsansätze vor:
1. Der erste Lösungsansatz gemäß Doctorow ist das End-to-End-Prinzip, bei dem die Aufgabe einer Plattform darin besteht, Daten von bereitwilligen Absendern an bereitwillige Empfänger zuverlässig zu übermitteln. Auf Plattformen angewandt, bedeutet dies, dass die Nutzer das erhalten, was sie angefordert haben, und nicht das, was die Plattform bevorzugt präsentiert, um ihre eigenen Profite zu maximieren.
2. Sein zweiter Lösungsansatz ist ein „Ausstiegsrecht“ für digitale Plattformen, bei dem die Nutzer einer Plattform problemlos zu einer anderen wechseln können, wenn sie mit ihr unzufrieden sind. Für die sozialen Medien erfordert dies Interoperabilität und die problemlose Datenübertragung, um den Netzwerkeffekten entgegenzuwirken, die die Nutzer „einschließen“, was einen fairen Wettbewerb zwischen den Plattformen verhindert.[18]

### Weiterer Diskurs
Im Computerjournalismus wird der Begriff in analoger Weise auch auf vielfach zu beobachtende Veränderungen im Laufe des Produktlebenszyklus kommerzieller Anwendungssoftware verwendet, wie beispielsweise die Verschiebung von Features von freien auf Bezahl-Versionen, der Übergang bei Lizenzmodellen von Kauf- zu Abo-Modellen oder die Anreicherung von eigentlich ausentwickelter Software mit für den ursprünglichen Zweck unnötigen Features (Bloatware).
Doctorows Konzept wurde von verschiedenen Wissenschaftlern und Journalisten als Rahmen für das Verständnis des Qualitätsverlusts von Online-Plattformen herangezogen. Diskussionen über Enshittification sind in zahlreichen Medien erschienen, darunter auch Analysen darüber, wie Tech-Giganten wie Facebook, Google und Amazon ihre Geschäftsmodelle dahingehend verändert haben, dass sie Gewinne auf Kosten des Nutzererlebens priorisieren. Der Begriff wurde dadurch zu einem Modewort in der Anglosphäre und kam auch im deutschsprachigen Raum an, wo Die Zeit ihn als „Verschlimmscheißerung“ übersetzte. Die American Dialect Society wählte Enshittification 2023 zum Wort des Jahres. 2024 wurde der Begriff auch von dem australischen Wörterbuch Macquarie Dictionary zum Wort des Jahres gewählt.